# ハックルバック
ハックルバック（HUCKLEBACK）は、日本のロック・バンド。

## 解説
1972年12月末をもって解散した「はっぴいえんど」において、他のメンバーが個々の志向を強めていったのに対し、あくまでもロック・バンドに自身のアイデンティを求めた鈴木茂は、はっぴいえんど以前にトリオ編成のロック・バンド「SKYE（スカイ）」を小原礼とともに組んでいた林立夫に構想を打ち明ける。その結果林からの提案で、林とともに「フォー・ジョー・ハーフ」の元メンバーだった松任谷正隆をメンバーに加えることを決め、残ったベーシストを小原と細野晴臣のどちらにするか迷ったものの細野に決まり、「キャラメル・ママ」が誕生した。
ところが適切なヴォーカリスト不在のままスタートしたことが、その後のバンド活動に大きな影を落とすことになる。細野のファースト・ソロ・アルバム『HOSONO HOUSE』のレコーディングを行って以降、そのまま南正人や吉田美奈子、南佳孝や荒井由実のレコーディングをサポートするうちに、キャラメル・ママは次第に細野主導のセッション・ユニット ⁄ サウンド・ラボラトリー志向を強め、1974年7月にバンド名を「ティン・パン・アレー」へ変更するに至り、もともとの発案者だった鈴木のバンド構想はここで消滅してしまった。
言わばその反動として制作されたのが鈴木によれば「ティン・パンのメンバーを裏切るような形で渡米して作った」という、ファースト・ソロ・アルバム『BAND WAGON』だった。この『BAND WAGON』発売にあわせたプロモーションのために「マルチ・プレイヤーになりすぎていた」ティン・パンのメンバーではない、ロック専門のミュージシャンとアルバムの曲をライブで再現するために結成されたのが、「ハックルバック」だった。制作経緯からティン・パンのメンバーに負い目を感じていた鈴木は、彼らに遠慮してライブのサポートを頼めなかったという。メンバーは佐藤博(key)と田中章弘(b)、林敏明(ds)。3人は石田長生とバンド「THIS」を結成し、関西で評判を取っていた。加川良のアルバム『アウト・オブ・マインド』のレコーディング・セッションで顔を合わせていた彼らに接触、自らスカウトして東京へ呼んだ。
鈴木によれば「ハックルバックでは、もう迫力、迫力って、一所懸命やってたのね。どういうのをやりたいかってのはコロコロ変わってたんだけど、とにかく迫力、ね」「アメリカでいろんな印象を受けたわけだけど、やっぱり日本とくらべちゃうでしょ。で、いちばん大きく感じたのは迫力不足。いろんな意味でね。それを一所懸命、自分なりに解消しようとしてたんです、あの頃」「だから、ハックルバック作って、最初の2か月くらいはクラウンのスタジオで毎日毎日練習。彼らはもともと大阪でやってた何とかってバンドでね、結構迫力あったの、そのときから。だけども一緒にやりはじめて、なんかまだダメだな、もっともっと、って。むずかしかったけどね」という。
『BAND WAGON』の発売を目前に控えた1975年2月11日、目黒区民センターでのライブでデビューする。デビュー当初は「鈴木のバンド」という印象が強かったが、短期間のうちにバンドとしての力を高め、以後は佐藤のオリジナル曲も取り上げられるようになっていったものの、予定されていたスケジュールを約10か月後に消化すると11月16日、新宿厚生年金会館でのコンサートを最後に解散する。その理由を鈴木は「バンドを続ける必要性を感じれば、そうするつもりだったんです。でもはっぴいえんどとは違って、誰にもバンドをひとつにまとめようとする気持ちがなかった。それぞれが自分のキャリアのステップとしてしか考えてなくて、終われば自分の世界へ戻るものと思っていました。互いに自分の主張ばかりで歩み寄りが少ない、みんながそうだったんです。一応は僕と佐藤さんが先導してましたが、彼も気持ちはソロ・デビューへ向かってましたからね。かくいう僕もアレンジ志向が強まってますから、バンドなんて続くはずがなかったんです」と振り返っている。
解散後の1999年2月23日、鈴木(g)、佐藤(key)、田中(b)、市川祥治(g)、青山純(ds)というライン・アップによる「鈴木茂とハックルバック」として渋谷クラブクアトロでジョイントライブ「南佳孝 with ハックルバック」を行った。佐藤が2012年に死去したのち、2016年には鈴木、田中のオリジナル・メンバーに加え、中西康晴(key)、上原裕(ds)の特別編成で1年限定で復活。

## メンバー

### オリジナル・メンバー（1975年）
- 鈴木茂（すずき しげる） - ヴォーカル、ギター
- 佐藤博（さとう ひろし） - キーボード、ヴォーカル
- 田中章弘（たなか あきひろ） - ベース
- 林敏明（はやし としあき） - ドラムス

### 再結成メンバー（1999年）
- 鈴木茂（すずき しげる） - ヴォーカル、ギター
- 佐藤博（さとう ひろし） - キーボード、ヴォーカル
- 田中章弘（たなか あきひろ） - ベース
- 市川祥治（いちかわ しょうじ） - ギター
- 青山純（あおやま じゅん） - ドラムス

### 再々結成メンバー（2016年 -）
- 鈴木茂（すずき しげる） - ヴォーカル、ギター
- 田中章弘（たなか あきひろ） - ベース
- 中西康晴（なかにし やすはる） - キーボード
- 上原裕（うえはら ゆたか） - ドラムス

## 略歴
1975年
- 2月11日 - 「ベイ・エリア・ファースト・コンサート」に出演（目黒区民センター 出演：大滝詠一, 細野晴臣, バンブー, 小坂忠, 吉田美奈子, 鈴木茂&ハックルバック, ティン・パン・アレー）。ハックルバック・デビュー・コンサート。
- 2月15日 - 「ティン・パン・アレー・セッション」に出演（荻窪ロフト 出演：バンブー, 鈴木茂バンド）。
- 2月16日 - 「ティン・パン・アレー・セッション」に出演（荻窪ロフト 出演：鈴木茂バンド, 吉田美奈子, 細野晴臣 + パイ楽団）。
- 3月15日 - 荻窪ロフト。
- 3月29日 - 「ベイ・エリア・コンサート スーパーロックジェネレーション」に出演（文京公会堂 出演：ティン・パン・アレー, 大滝詠一, ココナツ・バンク（伊藤銀次, 上原裕, 藤本雄志）, 鈴木茂バンド, 小坂忠, 吉田美奈子, シュガー・ベイブ）
- 4月4日 - 「ベイエリア・コンサート スーパーロックジェネレーション」に出演（大阪サンケイ・ホール）
- 4月5日 - 「ベイエリア・コンサート スーパーロックジェネレーション」に出演（名古屋市公会堂）
- 4月6日 - 彼らのスタジオ・ライブの模様を収録したFM東京『週刊FM サウンドスペシャル』放送。
- 4月11日 - 「ファースト&ラスト・コンサート」に出演（長崎市民文化ホール 出演：鈴木茂&ハックルバック, ティン・パン・アレー）。
- 4月12日 - 「ファースト&ラスト・コンサート」に出演（佐世保市民会館 出演：鈴木茂&ハックルバック, ティン・パン・アレー）。
- 4月20日 - 「ブルース・パワー・スプリング・カーニバル・イン日比谷」に出演（日比谷野外音楽堂 出演：ウエスト・ロード・ブルース・バンド, 鈴木茂バンド, 久保田麻琴と夕焼け楽団, ウィーピング・ハープ・セノオ & ヒズ・ローラーコースター, シュガー・ベイブ）。
- 5月11日 - TVK『ヤング・インパルス』公開放送に出演。
- 5月24日 - 「ティン・パン・アレー・フェスティバル」に出演（中野サンプラザ 出演：鈴木茂バンド, 小坂忠 + ティン・パン・アレイ, 細野晴臣 + セッション・バンド, 大滝詠一 + セッション・バンド, バンブー, ブレッド&バター, トランザム + クニ河内, シュガー・ベイブ）。
- 6月16日 - 「ファースト&ラスト・コンサート」に出演（青森市民会館 出演：鈴木茂&ハックルバック, ティン・パン・アレー）。
- 6月17日 - 「ファースト&ラスト・コンサート」に出演（仙台市民会館 出演：鈴木茂&ハックルバック, ティン・パン・アレー）。
- 6月24日 - 「SKYHILLS PARTY Vol.2」に出演（横浜教育会館 出演：センチメンタル・シティ・ロマンス, 鈴木茂&ハックルバック, シュガー・ベイブ）。
- 7月24日 - 「ファースト&ラスト・コンサート」に出演（大阪・中ノ島中央公会堂 出演：鈴木茂&ハックルバック, ティン・パン・アレー）。
- 7月26日 - 「サマー・ロック・カーニバル」に出演（日比谷野外音楽堂 出演：鈴木茂&ハックルバック, 頭脳警察, 愛奴, 上田正樹&サウス・トゥ・サウス, サンハウス, シュガー・ベイブ）。
- 9月27日 - 「ニューミュージック･コンサート」（芝・増上寺ホール 出演：久保田麻琴と夕焼け楽団, 鈴木茂&ハックルバック, シュガー・ベイブ）。
- 10月 - オーディオ・フェアのサンスイブースで流すための楽曲をレコーディング（溜池・クラウン・レコーディング・スタジオ）。このときの音源は後に『幻のハックルバック』としてカセットのみで製品化。
- 11月16日 - 「ハックルバックさよならコンサート」（新宿厚生年金会館小ホール 出演：鈴木茂&ハックルバック, 大滝詠一, トーマス・レディング）。
- 11月25日 - ティン・パン・アレー、アルバム『CARAMEL MAMA』発売。

1999年
- 2月23日 - 渋谷クラブクアトロでジョイントライブ「南佳孝 with ハックルバック」を行う。
- 4月14日 - 青山CAYでライブを行う。

2016年
- 7月1日、2日 - ビルボードライブ東京でライブを行う（ゲスト：吉田美奈子）。
- 8月20日 - ビルボードライブ大阪でライブを行う（ゲスト：吉田美奈子）。

2019年
- 9月8日 - 町田まほろ座で「蜃気楼〜MIRAGE〜」と題しライブを行う。

2020年
- 3月28日 - 町田まほろ座でライブが予定されていたが新型コロナウイルスの影響で中止となる。代わりに無観客ライブ配信を行う。
- 5月17日 - 鎌倉 歐林洞でライブが予定されていたが新型コロナウイルスの影響で中止となる。
- 6月27日 - 町田まほろ座で「蜃気楼〜MIRAGE〜Vol.2.5」と題しライブを行う。ライブ配信も行われる。
- 7月18日 - 二子玉川ジェミニ・シアターでライブを行う。
- 9月21日 - 横浜に新しくできたライブハウス1000CLUBで「鈴木茂 PRSENTS 50th Anniversary Special Live with ハックルバック」と題したライブを行う（ゲスト：杉真理）。

## ディスコグラフィー
幻のハックルバック ⁄ 鈴木茂とハックルバック – PANAM ⁄ CROWN CT:DCT-2141（1976年）
オーディオ・フェアのサンスイブースで流すために、エンジニア田中信一の発注で解散直前の1975年10月にレコーディングされた音源の製品化。カセットのみでの発売。1989年にCD化。
鈴木茂ヒストリー・ボックス〜クラウン・イヤーズ1974-1979 ⁄ 鈴木茂 – PANAM ⁄ CROWN 6CD:CRCP-50060～65（2008年7月2日）
鈴木がクラウン在籍時に発表した音源を網羅したボックス・セット。最新デジタル・リマスタリングされたオリジナル・アルバム5枚に、未発表音源多数を含むボーナス・ディスク1枚を加えたCD6枚組。<Live & Rare Tracks>にハックルバックによるライブ音源13曲を収録。
1975 LIVE ⁄ 鈴木茂とハックルバック - SUPER FUJI DISCS / DIW / diskunion 2CD:FJSP-239/240（2015年9月23日）
1975年4月4日「ベイエリア・コンサート スーパーロックジェネレーション」（大阪サンケイホール、共演：シュガーベイブ）と、5月15日「ファースト&ラスト・コンサート」（京都会館、共演：ティン・パン・アレー）の模様をほぼ完全収録したCD2枚組。